# Bécon-les-Bruyères (stanice metra v Paříži)
Bécon-les-Bruyères je plánovaná stanice pařížského metra, která bude součástí linky 15 a bude se nacházet na hranicích obcí Courbevoie, Bois-Colombes a Asnières-sur-Seine v departementu Hauts-de-Seine. Má být otevřena do roku 2031 a umožní přestup na linku L Transilien přes nádraží Bécon-les-Bruyères.

## Umístění
Budoucí stanice se bude nacházet na rue de Bois-Colombes v Bois-Colombes v prostoru vzniklém rozdvojením tratí Versailles-Rive-Droite a Saint-Germain-en-Laye.